# Ingrid Haslinger
Ingrid Haslinger (geboren am 20. März 1956 in Wien) ist eine österreichische Historikerin, Autorin und Ausstellungskuratorin, die sich insbesondere der Wiener Küche und den Repräsentanten der Donaumonarchie widmet.

## Leben und Werk
Haslinger besuchte die Volksschule in Deutsch Wagram, maturierte am Neusprachlichen Gymnasium in Wien und studierte Geschichte und Anglistik an der Universität Wien. Von 1987 bis 2014 war sie als freiberufliche Mitarbeiterin der Ehemaligen Hofsilber- und Tafelkammer in Wien tätig und an deren Inventarisierung beteiligt. Seit 1987 erforscht sie die kaiserliche Hofwirtschaft und die Tafelkultur der Donaumonarchie.
Sie ist Kuratorin zahlreicher Ausstellungen und blickt auf eine rege Publikationstätigkeit zurück, vor allem in Büchern und Ausstellungskatalogen. Sie arbeitete an Ausstellungen über die Kaiserliche Tafelkultur in Österreich, Deutschland und in der Schweiz mit. 1997 kuratierte sie die Ausstellung Marchfeld-Spargel – das Kaisergewürz und verfasste ein Buch desselben Titels. 2019 kuratierte sie im Österreichischen Gesellschafts- und Wirtschaftsmuseum die Ausstellung Die „Wiener Küche“ – Esskultur im Wandel der Zeit.

## Buchpublikationen (Auswahl)
- Kunde – Kaiser. Die Geschichte der ehemaligen k. u. k. Hoflieferanten. A. Schroll & Co., Wien 1996, ISBN 3-85202-129-4.
- mit Marianne Haller und Tina King: Tafeln mit Sisi. Rezepte und Eßgewohnheiten der Kaiserin Elisabeth von Österreich. Brandstätter Verlag, Wien 2000, ISBN 3-85033-070-2.
- Augenschmaus und Tafelfreuden. Die Geschichte des gedeckten Tisches. Klosterneuburg, Norka Verlag 2001.
- Geheimnisse aus der Klosterküche. Wo sich Kultur mit Genuß verbindet. Klosterneuburg, Norka Verlag 2002.
- „und haben ein eingemachtes Kalbfleisch zum Mittagsmahl eingenommen“. W. A. Mozart und seine Mahlzeiten. Edition Tandem, Salzburg 2005, ISBN 3-9501570-5-0.
- Es möge Erdäpfel regnen. Eine Kulturgeschichte der Kartoffel. Mandelbaum Verlag, Wien  2009.
- Dampf stieg aus dem Topf hervor. Eine Kulturgeschichte der Suppen aus aller Welt. Mandelbaum Verlag, Wien 2010, ISBN 978-3-85476-338-3.
- Kloster Kulinarium. Aus der Stiftsküche der Lilienfelder Zisterzienser. Mandelbaum Verlag, Wien 2011.
- Tafelspitz & Fledermaus. Die Wiener Rindfleischküche. Mandelbaum Verlag, Wien 2015.
- »Rudolf war immer ein guter Sohn«. Mayerling war ganz anders. Amalthea Signum Verlag, Wien 2016. ISBN 978-3-99050-042-2.[5]
- Spargel. mandelbaums kleine gourmandise Nr. 4. Mandelbaum Verlag, Wien 2016.
- Erzherzogin Sophie. Eine Biografie nach den persönlichen Aufzeichnungen der Mutter Kaiser Franz Josephs. Residenz Verlag, Wien 2016, ISBN 978-3-7017-3399-6.[6]
- Die Wiener Küche. Kulturgeschichte und Rezepte. Mandelbaum Verlag, Wien 2018, ISBN 978-3-85476-558-5.[7]

## Beiträge (Auswahl)
- Budl, Sparherd, Flaschensumpf. In: Ulrike Spring (Hrsg.): Im Wirtshaus. Eine Geschichte der Wiener Geselligkeit. Ausstellungskatalog. Czernin Verlag, Wien 2007, ISBN 978-37076-0237-1, S. 46–53.
- Scholet, Würstelbier und Tante Jolesch. Das „koschere Wirtshaus“ in Wien. In: Ulrike Spring (Hrsg.): Im Wirtshaus. Eine Geschichte der Wiener Geselligkeit. Ausstellungskatalog. Czernin Verlag, Wien 2007, ISBN 978-37076-0237-1, S. 188–189.
- Entwicklungsstationen einiger typischer Gerichte der Wiener Küche. In: Julia Danielczyk, Isabella Wasner-Peter (Hrsg.): „Heut‘ muß der Tisch sich völlig bieg’n“. Wiener Küche und ihre Kochbücher. Mandelbaum-Verlag, Wien 2007, ISBN 978-3-85476-246-1, S. 11–48 (Katalog der gleichnamigen Ausstellung im Wiener Rathaus, 18. Oktober 2007 bis 9. Mai 2008).
- „Wein, den Wier gern trinken“. Wein und Tafelkultur am Wiener Kaiserhof. in: Hannes Etzlstorfer, Matthias Pfaffenbichler, Christian Rapp und Franz Regner (Hrsg.): Brot & Wein. Katalog zur Niederösterreichischen Landesausstellung „Brot & Wein“ vom 27. April bis 3. November 2013. Schallaburg 2013, S. 127–131.